# Бертрам Бушнел
Бертрам Герберт Томас Бушнел, або Берт Бушнел (англ. Bertram Herbert Thomas "Bert" Bushnell; нар. 3 вересня 1921, Воргрейв, Вокінгем, Беркшир, Англія — пом. 9 січня 2010, Редінг, Беркшир, Англія) — британський академічний веслувальник. Олімпійський чемпіон (1948).

## Життєпис
Народився в родині власника верфі. Навчався у коледжі «Генлі Греммер скул» в Генлі-он-Темс. Працював у сімейному бізнесі, учнем інженера у фірмі «John I. Thornycroft & Company»
В роки Другої світової війни проходив службу на торпедних катерах. Брав участь в евакуації британських військ після битви за Дюнкерк.
У 1947 році став переможцем Вінгфілд Сколз, а у 1948 році посів друге місце на Даймонд Челендж Сколз, поступившись лише Мервіну Вуду.
На літніх Олімпійських іграх 1948 року в Лондоні (Велика Британія) разом з Річардом Бернелом став переможцем у змаганнях серед парних двійок (з результатом 6:51.3).
Після Олімпіади Б. Бушнел полишив спорт і повернувся до сімейного бізнесу. У 1951 році відкрив власну верф. У 1979 році продав свій бізнес і переїхав до провінції Алгарве (Португалія). Після смерті дружини, у грудні 1988 року, повернувся до Англії.